# Alcala (Cagayan)
Alcala ist eine 1789 gegründete Stadtgemeinde auf der Insel Luzon in der philippinischen Provinz Cagayan.

## Bevölkerung
Das 187,2 km² große Gebiet hatte am 1. August 2015 eine Einwohnerzahl von 38.883. Die Bevölkerungsdichte beträgt 208 Einwohner pro km².
Der Großteil der Bevölkerung lebt von der Landwirtschaft.

## Wissenswertes
In Cagayan ist Alcala für seine Karamellcreme bekannt.

## Baranggayaufteilung
Alcala ist in die folgenden 25 Baranggays aufgeteilt:
| - Abbeg - Afusing Bato - Afusing Daga - Agani - Baculod - Baybayog - Cabuluan - Calantac - Carallangan - Centro Norte - Centro Sur - Dalaoig - Damurog | - Jurisdiction - Malalatan - Maraburab - Masin - Pagbangkeruan - Pared - Piggatan - Pinopoc - Pussian - San Esteban - Tamban - Tupang |